# تانجونگ پینانگ

تانجونگ پینانگ.

تانجونگ پینانگ (اندونزیایی: Kota Tanjung Pinang) پایتخت و بزرگ‌ترین شهر جزایر ریائو در اندونزی است. این شهر ۱۵۰٬۰۰ نفر مهاجر را در خود جای داده‌است.
تانجونگ پینانگ مرکز ارتباطی بین جزایر مجمع‌الجزایر ریائو به‌شمار می‌رود. این شهر در جزیرهٔ بینتان واقع شده و از طریق زمینی و دریایی به باتام، سنگاپور و جوهور بهرو متصل می‌شود.
مساحت تانجونگ پینانگ ۸۱۲٫۷ کیلومتر مربع بوده و جمعیت آن بالغ بر ۱۹۲٬۴۹۳ نفر برآورد شده‌است.